# Международное общество торговли транспортными воздушными судами
Международное общество торговли транспортными воздушными судами (англ. International Society of Transport Aircraft Trading, ISTAT) — международная некоммерческая организация, объединяющая в своих рядах более 1700 фирм, ведущих деятельность в сфере производства, купли-продажи, лизинга, оценки, страхования или других видов деятельности, связанных с коммерческой эксплуатацией воздушных судов. ISTAT основана в 1983 году, её деятельность регулируется уставом организации и Советом директоров, избираемым членами организации.

## Деятельность

### Программа сертификации оценщиков ISTAT
ISTAT разработала систему тестирования и квалификационные стандарты для компаний, осуществляющих оценку самолетов и вспомогательного авиационного оборудования. В ISTAT работает группа профессиональных оценщиков самолетов, которые действуют в интересах мирового авиационного сообщества. Компания-оценщик, входящая в ISTAT , при подтверждении уровня квалификации получает право использовать официальную символику ISTAT.

### Стипендиальная программа
Фонд ISTAT способствует поддержанию интереса к деятельности мирового авиационного сообщества путём учреждения стипендий, выделения грантов, организации стажировок и оказания гуманитарной помощи по всему миру, на что выделяется ежегодно порядка $ 250 тысяч. Стипендии предоставлялись студентам из США, Великобритании, Турции, Нидерландов, Китая, Германии, Австралии и Кении. Организована программа стажировок для студентов колледжей компаниях — членах ISTAT.

### Конференции
Ежегодная конференции ISTAT в США проводится весной, делегаты конференции получают возможность пообщаться с ключевыми представителями авиационной промышленности.
Европейская конференция ISTAT предоставляет более узкое мероприятие, проводится каждую осень в разных странах Европы.